# Palau de la Festa
El Palau de la Festa és un edifici multifuncional de Castelló de la Plana. Va ser inaugurat en 2011 i va substituir La Pèrgola del Parc Ribalta com a espai que acull tots els esdeveniments relacionats amb el calendari festiu de la ciutat que requereixen un espai tancat com ara les presentacions de les gaiateres de la ciutat.

## Història
L'actual Palau de la Festa fou inaugurat el 2011. Abans de la seva construcció la Pèrgola fou on, durant molts anys, es realitzaren molts dels actes més importants de Castelló, com grans actuacions i esdeveniments, arribant a ser el punt de referència per a tots els Castellonencs i, en particular, per als festers.
Nomenat Jesús López president de la Junta de Festes, va sol·licitar la creació del “Museu de la Festa”, on mostrar els elements festers fundacionals. Així és com es projecta, i s'acaba construint l'actual Palau de la Festa. És un edifici fàcil de reconèixer, per la seva forma circular, la seva gran escala i la seva façana recoberta de panells ceràmics. Dins d'ell s'ubica el Museu de la Festa i es realitzen multitud d'actes culturals, com concerts, exaltacions, i assajos de la banda de música.
L'edifici ocupa 14.000 dels 27.611 metres quadrats del solar on s'ubica, distribuït en soterrani i dos altures.